# Corydoras arcuatus
Corydoras arcuatus Elwin, 1938 è un pesce d'acqua dolce appartenente alla famiglia Callichthyidae.

## Distribuzione e habitat
Proviene dagli affluenti del Rio delle Amazzoni che scorrono in Colombia, Perù, Ecuador e nord del Brasile, dove è simpatrico con Corydoras narcissus.

## Descrizione
Il corpo è compresso sull'addome e sui lati; raggiunge la lunghezza massima di 4 cm. La colorazione è grigiastra senza piccole macchie nere, né sulla testa né sulla pinna dorsale: è presente solo una fascia scura che passa dall'occhio e segue il profilo arcuato del dorso a partire dalla bocca e fino al peduncolo caudale.

## Biologia

### Comportamento
Vive in gruppi che nuotano sempre in vicinanza del fondale.

### Alimentazione
È onnivoro.

### Riproduzione
Le uova (fino a 100) vengono fecondate mentre si trovano tra le pinne ventrali della femmina.

## Acquariofilia
Può essere allevato in acquario, dove però è difficile da riprodurre. Può essere allevato insieme a Symphysodon.